# Falsidactus parabettoni
Falsidactus parabettoni är en skalbaggsart som först beskrevs av Stefan von Breuning 1970.  Falsidactus parabettoni ingår i släktet Falsidactus och familjen långhorningar.
Artens utbredningsområde är Kenya. Inga underarter finns listade i Catalogue of Life.